# Lkw-Maut in Deutschland

Zeichen 390 Maut

Die Lkw-Maut in Deutschland ist eine streckenbezogene Straßenbenutzungsgebühr für schwere Nutzfahrzeuge im Straßenverkehr. Sie wurde im Jahr 2005 eingeführt und seitdem mehrfach erweitert. Inzwischen gilt sie auf allen Bundesstraßen und fast allen Autobahnabschnitten für alle LKW mit technisch zulässiger Gesamtmasse über 3,5 t; ausgenommen sind bestimmte Handwerker-LKW unter 7,5 t, Busse und Wohnmobile. Abgerechnet wird die Maut entweder automatisch durch ein im LKW verbautes Gerät oder durch Meldung der Strecke vor Antritt der Fahrt per App oder Mautterminal.

## Geschichte
Im März 1990 beschloss der Bundestag, eine Lkw-Maut einzuführen. Ziel war es, hauptsächlich ausländische Lkw-Unternehmen zu belasten; inländische Unternehmen sollten durch eine Senkung der Kraftfahrzeugsteuer entlastet werden.
Ein weiteres Ziel war die Internalisierung bis dahin externer Kosten (siehe Verursachungsgerechtigkeit: gemäß Verursacherprinzip sollen alle Kosten, die infolge eines Tuns oder Unterlassens entstehen, von den Verursachern getragen werden). Vor der Einführung hoffte man zudem das System in andere Länder verkaufen zu können – das System konnte jedoch letztlich in kein einziges anderes Land exportiert werden.
Die Maut sollte ab Juli 1990 bis vorläufig 1993 erhoben werden und in der Zwischenzeit eine EU-gesamte Regelung gefunden werden. Das Vorhaben wertete der EuGH am 19. Mai 1992 als Verstoß gegen Art. 76 EWGV, nachdem er bereits am 12. Juli 1990 eine einstweilige Verfügung gegen das Mautsystem angeordnet hatte.
Ursprünglich sollte das aktuelle Mautsystem am 31. August 2003 starten. Wegen gravierender technischer Probleme konnte Toll Collect diesen Termin und damit seine entsprechenden Verträge nicht einhalten. Der Start wurde zunächst auf den 2. November 2003 verschoben, später wurde auch dieser Termin gekippt. Im Februar 2004 einigten sich die Bundesregierung und die Anteilseigner von Toll Collect auf eine Einführung der Lkw-Maut mit eingeschränkter Funktionalität zum 1. Januar 2005.
Die Maut galt zunächst auf Bundesautobahnen und einigen stark frequentierten Bundesstraßen, seit Juli 2018 fällt sie in gleicher Höhe auch auf allen Bundesstraßen an.
Eingeführt wurde die Maut für Kraftfahrzeuge oder Fahrzeugkombinationen mit einer zulässigen Gesamtmasse von mindestens 12 Tonnen, im Oktober 2015 wurde die Grenze auf 7,5 Tonnen abgesenkt, seit Juli 2024 gilt die Mautpflicht für Fahrzeuge, die mehr als 3,5 Tonnen technisch zulässige Gesamtmasse (tzGm) besitzen. Die Mautpflicht gilt nicht für Omnibusse.
Im Entwurf zur neuen Eurovignettenrichtlinie sollten ursprünglich ab 2012 in allen EU-Staaten alle Fahrzeuge des Güterverkehrs ab 3,5 Tonnen zulässigem Gesamtgewicht eine Mautabgabe bezahlen. Deutschland setzte jedoch bei den Verhandlungen zur EU-Richtlinie eine Ausnahmeregelung durch, da im deutschen Mautsystem die Betriebskosten sehr hoch sind. Bei den zu erwartenden geringeren Mautgebühren für kleinere Fahrzeuge würden die dann entstehenden Kosten ein Drittel der Mauteinnahmen ausmachen.

## Rechtsgrundlagen
Die Rechtsgrundlage der Mauterhebung auf den Bundesautobahnen und Bundesstraßen ist das Bundesfernstraßenmautgesetz (BFStrMG), das mit Wirkung vom 19. Juli 2011 das Autobahnmautgesetz für schwere Nutzfahrzeuge ablöste. Es wird ergänzt durch die Verordnung zur Erhebung, zum Nachweis der ordnungsgemäßen Entrichtung und zur Erstattung der Maut (Lkw-Maut-Verordnung, BGBl. I S. 1156), die vorwiegend Technisches regelt, und durch die Verordnung zur Festsetzung der Höhe der Autobahnmaut für schwere Nutzfahrzeuge (Mauthöheverordnung). Die Mauthöheverordnung wurde zum 19. Juli 2011 aufgehoben, und ihre Regelungen sind seitdem als Anlage im neuen Bundesfernstraßenmautgesetz enthalten.

## Mautpflichtige Straßen in Deutschland

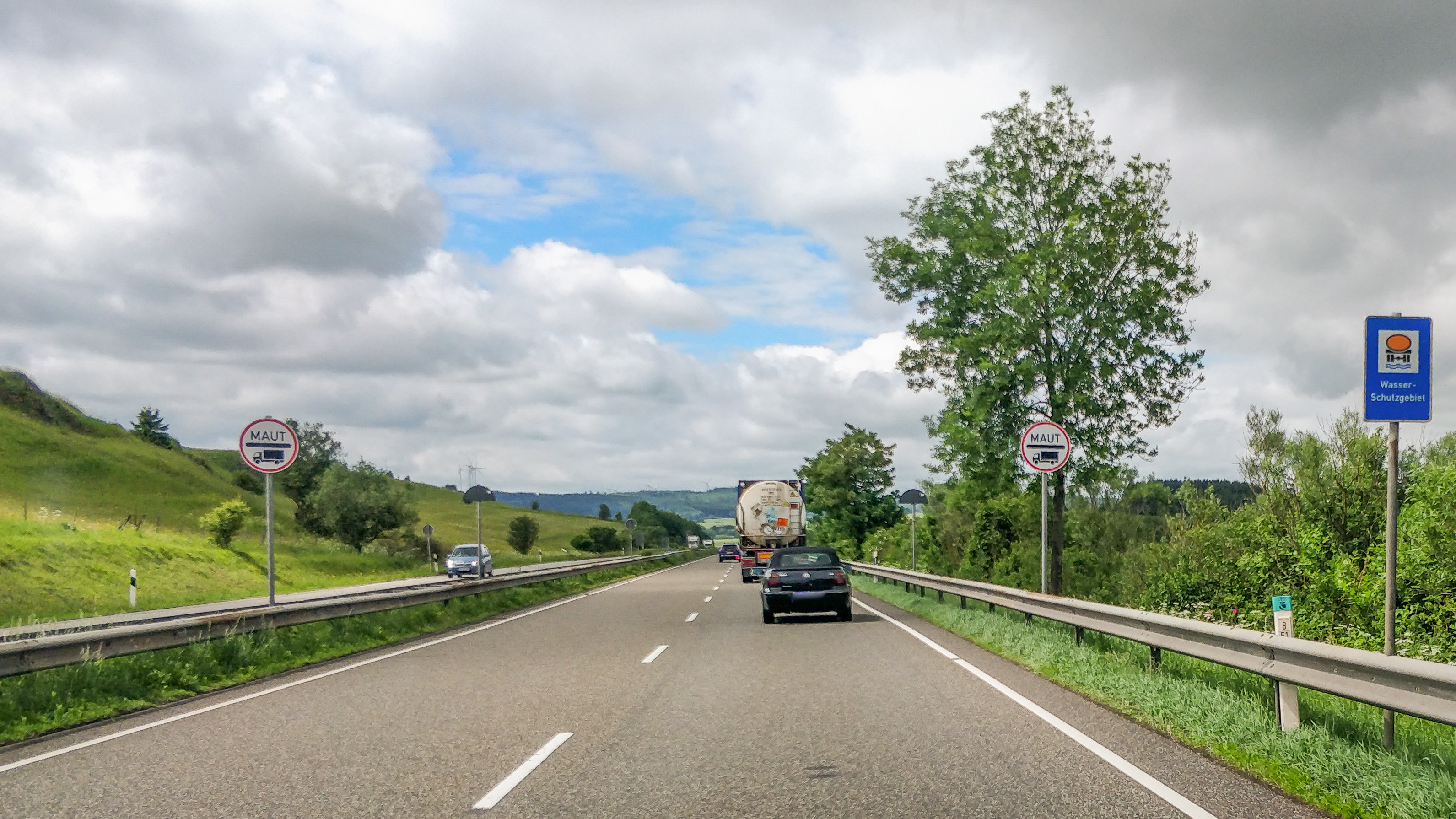
B 51 bei Dahlem – Beginn der Lkw-Mautpflicht auf einem Teilstück bis Stadtkyll

In ursprünglicher Fassung des Autobahnmautgesetzes war die Maut auf Bundesautobahnen beschränkt. Wegen des sogenannten Maut-Ausweichverkehres wurde sie durch die Mautstreckenausdehnungsverordnung (MautStrAusdehnV vom 8. Dezember 2006: § 2 iVm) ab 2007 auf diese Streckenabschnitte ausgeweitet:
- B 75 zwischen der Bundesautobahn 252 und der Bundesautobahn 7 (Hamburg)
- B 4 nördlich der Bundesautobahn 23 bis Bad Bramstedt (Schleswig-Holstein und Hamburg)
- B 9 zwischen der Bundesgrenze D/F und der Anschlussstelle Kandel-Süd der Bundesautobahn 65 (Rheinland-Pfalz)

Durch zahlreiche Proteste wurde die weitere Ausdehnung gestoppt und die Verkehrsminister einigten sich auf nachfolgende Regelung:
Auf Bundesstraßen oder Abschnitten von Bundesstraßen, die
- keine Ortsdurchfahrten im Sinne des Bundesfernstraßengesetzes sind,
- mit zwei oder mehr Fahrstreifen je Fahrtrichtung ausgebaut sind,
- durch Mittelstreifen oder sonstige bauliche Einrichtungen durchgehend getrennte Fahrbahnen für den Richtungsverkehr haben,
- mindestens vier Kilometer lang sind,
- unmittelbar an eine Bundesautobahn angebunden sind[10] und
- für die nach § 5 des Bundesfernstraßengesetzes der Bund Träger der Straßenbaulast ist,

begann die Mautpflicht gemäß Verordnung zur Anordnung des Beginns der Mauterhebung auf Abschnitten von Bundesstraßen (BStrMautErhebV) ab dem 1. August 2012. Diese Erweiterung um 84 Abschnitte mit zusammen über 1100 Kilometern Länge sollte pro Jahr 110 Millionen Euro zusätzlich einbringen. Andererseits wurden bestimmte Autobahnabschnitte, wie der Frankenschnellweg in Nürnberg, durch formale Umwidmung von der Mautpflicht ausgenommen.
Eine im Auftrag der deutschen Bundesregierung durchgeführte Untersuchung kam 2014 zu dem Ergebnis, dass diese Erweiterung der Maut auf Bundesstraßen kaum zu Ausweichverkehr geführt hat. Wegen der bei einer Nutzung von mautfreien, nachgeordneten Landes- und Bundesstraßen entstehenden Zeitverluste und der gewachsenen Anforderungen bei Just-in-time-Lieferungen stellt ein Ausweichen auf mautfreie Straßen für die Transportbranche keine Alternative dar (Kostenvorteil weniger als 1 Euro).
Im Juli 2015 wurde das Streckennetz um weitere 1.100 Kilometer autobahnähnliche vierspurige Bundesstraßen erweitert.
Der Bundesrat billigte 2017 die vom Bundestag beschlossene Ausdehnung der Maut auf alle Bundesstraßen, mit 38.303 Kilometer Länge. Zusammen mit den 12.993 Kilometern Bundesautobahnen ergibt sich ein etwa 50.000 Kilometer umfassendes mautpflichtiges bundesdeutsches Fernstraßennetz. Die seit dem 1. Juli 2018 bestehende Bundesstraßenmaut sollte jährliche Mehreinnahmen von bis zu 2 Milliarden Euro generieren. Für das Jahr 2019 sind Einnahmen in Höhe von rund 7,5 Milliarden Euro im Bundeshaushalt 2019 veranschlagt.

## Mautsätze
Die Mautsätze setzen sich aus verschiedenen Bestandteilen zusammen, die zusammengenommen mit der zurückgelegten Strecke multipliziert werden. Aktuell werden für die Maut die Kosten von Luftverschmutzung, Lärmbelastung und Infrastrukturbelastung berücksichtigt.
Seit der Einführung der Maut sind die Mautsätze und ihre Berechnung immer wieder angepasst worden. Zu Beginn hing die Höhe der geschuldeten Maut nur von der Emissionsklasse und der Anzahl der Achsen (Lkw mit oder ohne Anhänger, Sattelschlepper mit oder ohne Sattelauflieger oder Liftachsen im abgesenkten oder angehobenen Zustand) ab.
Die Mautsätze wurden in den Jahren 2007, 2009 und 2019 erhöht, 2015 hingegen gesenkt und ausdifferenziert. Für die beste erhältliche Schadstoffklasse stieg der Mautsatz für 40-Tonner von 2005 bis 2019 von 10 auf 18,7 Cent, für 25-Tonner mit EURO 4 stieg er von 11 auf 19,4 Cent, das ist eine jährliche Erhöhung von 4,6 %, bzw. 4,1 %.

### 2005–2007
| Schadstoffklasse                                                  | Schadstoffklasse | EURO 5, EEV 1 | EURO 4, EURO 3 | EURO 2, EURO 1, EURO 0 |
| ----------------------------------------------------------------- | ---------------- | ------------- | -------------- | ---------------------- |
| Gesamt                                                            | bis 3 Achsen     | 9             | 11             | 13                     |
| Gesamt                                                            | ab 4 Achsen      | 10            | 12             | 14                     |
| in Cent je Kilometer, 1. Januar 2005 bis 31. August 2007, Quelle: |                  |               |                |                        |

### 2007–2008
| Schadstoffklasse                                                      | Schadstoffklasse | EURO 5, EEV 1 | EURO 4, EURO 3 | EURO 2, EURO 1, EURO 0 |
| --------------------------------------------------------------------- | ---------------- | ------------- | -------------- | ---------------------- |
| Gesamt                                                                | bis 3 Achsen     | 10            | 12             | 14,5                   |
| Gesamt                                                                | ab 4 Achsen      | 11            | 13             | 15,5                   |
| in Cent je Kilometer, 1. September 2007 bis 1. Dezember 2008, Quelle: |                  |               |                |                        |

### 2009–2014
| Schadstoffklasse                                                    | Schadstoffklasse         | EURO 6, EURO 5, EEV 1 | EURO 4 EURO 3 mit PMK 2,3,4 | EURO 3 ohne PMK, EURO 2 mit PMK 1,2,3,4 | EURO 2 ohne PMK, EURO 1, EURO 0 |
| ------------------------------------------------------------------- | ------------------------ | --------------------- | --------------------------- | --------------------------------------- | ------------------------------- |
| Anteil Luftverschmutzung                                            | Anteil Luftverschmutzung | 0,0                   | 2,8                         | 4,9                                     | 13,3                            |
| Anteil Infrastrukturbelastung                                       | bis 3 Achsen             | 14,1                  | 14,1                        | 14,1                                    | 14,1                            |
| Anteil Infrastrukturbelastung                                       | ab 4 Achsen              | 15,5                  | 15,5                        | 15,5                                    | 15,5                            |
| Gesamt                                                              | bis 3 Achsen             | 14,1                  | 16,9                        | 19,0                                    | 27,4                            |
| Gesamt                                                              | ab 4 Achsen              | 15,5                  | 18,3                        | 20,4                                    | 28,8                            |
| in Cent je Kilometer, 1. Januar 2009 bis 31. Dezember 2014, Quelle: |                          |                       |                             |                                         |                                 |

### 2015
Zum 1. Januar 2015 wurden die Mautsätze etwas gesenkt, da die Finanzierungskosten aufgrund der niedrigen Zinsen gesunken waren und dieser Kostenvorteil entsprechend der Verträge an die Nutzer weiterzugeben ist. Der reine Wegekostenanteil lag nun bei 0,125 Euro für Lkw mit maximal 3 Achsen und 0,131 Euro für Lkw ab 4 Achsen; zusätzlich wurden – abhängig von der Schadstoffklasse – die Kosten für die Luftverschmutzung, die die Lkw verursachen, in die Mautsätze eingerechnet. Der Höchstsatz war 0,214 Euro pro Kilometer.
| Kategorie                                                            | Kategorie                | A      | B             | C                       | D                      | E      | F              |
| -------------------------------------------------------------------- | ------------------------ | ------ | ------------- | ----------------------- | ---------------------- | ------ | -------------- |
| Schadstoffklasse                                                     | Schadstoffklasse         | EURO 6 | EURO 5, EEV 1 | EURO 4, EURO 3 mit PMK, | EURO 3, EURO 2 mit PMK | EURO 2 | EURO 1, EURO 0 |
| Anteil Luftverschmutzung                                             | Anteil Luftverschmutzung | 0,0    | 2,1           | 3,2                     | 6,3                    | 7,3    | 8,3            |
| Anteil Infrastrukturbelastung                                        | bis 3 Achsen             | 12,5   | 12,5          | 12,5                    | 12,5                   | 12,5   | 12,5           |
| Anteil Infrastrukturbelastung                                        | ab 4 Achsen              | 13,1   | 13,1          | 13,1                    | 13,1                   | 13,1   | 13,1           |
| Gesamt                                                               | bis 3 Achsen             | 12,5   | 14,6          | 15,7                    | 18,8                   | 19,8   | 20,8           |
| Gesamt                                                               | ab 4 Achsen              | 13,1   | 15,2          | 16,3                    | 19,4                   | 20,4   | 21,4           |
| in Cent je Kilometer, 1. Januar 2015 bis 30. September 2015, Quelle: |                          |        |               |                         |                        |        |                |

### 2015–2018
Ausweitung auf alle Lkw größer 7,5 Tonnen zGG.
| Kategorie                                                                         | Kategorie                | A      | B             | C                        | D                        | E      | F              |
| --------------------------------------------------------------------------------- | ------------------------ | ------ | ------------- | ------------------------ | ------------------------ | ------ | -------------- |
| Schadstoffklasse                                                                  | Schadstoffklasse         | EURO 6 | EURO 5, EEV 1 | EURO 4, EURO 3 mit PMK 2 | EURO 3, EURO 2 mit PMK 1 | EURO 2 | EURO 1, EURO 0 |
| Anteil Luftverschmutzung                                                          | Anteil Luftverschmutzung | 0,0    | 2,1           | 3,2                      | 6,3                      | 7,3    | 8,3            |
| Anteil Infrastrukturbelastung                                                     | 2 Achsen                 | 8,1    | 8,1           | 8,1                      | 8,1                      | 8,1    | 8,1            |
| Anteil Infrastrukturbelastung                                                     | 3 Achsen                 | 11,3   | 11,3          | 11,3                     | 11,3                     | 11,3   | 11,3           |
| Anteil Infrastrukturbelastung                                                     | 4 Achsen                 | 11,7   | 11,7          | 11,7                     | 11,7                     | 11,7   | 11,7           |
| Anteil Infrastrukturbelastung                                                     | 5 Achsen                 | 13,5   | 13,5          | 13,5                     | 13,5                     | 13,5   | 13,5           |
| Gesamt                                                                            | 2 Achsen                 | 8,1    | 10,2          | 11,3                     | 14,4                     | 15,4   | 16,4           |
| Gesamt                                                                            | 3 Achsen                 | 11,3   | 13,4          | 14,5                     | 17,6                     | 18,6   | 19,6           |
| Gesamt                                                                            | 4 Achsen                 | 11,7   | 13,8          | 14,9                     | 18,0                     | 19,0   | 20,0           |
| Gesamt                                                                            | 5 Achsen                 | 13,5   | 15,6          | 16,7                     | 19,8                     | 20,8   | 21,8           |
| in Cent je Kilometer, 1. Oktober 2015 bis 31. Dezember 2018, Quelle: Toll-Collect |                          |        |               |                          |                          |        |                |

### 2019–2022
Lkw mit alternativen Antrieben wurden der Maut ausgenommen, außerdem wurde ein neuer Anteil zur Bepreisung der Lärmbelastung eingeführt und erstmals eine Klassifizierung nach Gewicht eingeführt. Prozentual wurden EURO 5 und 6 Fahrzeuge besonders erhöht.

#### Urteil Kosten Verkehrspolizei vom 28. Oktober 2020
Nach Klage eines polnischen Spediteurs vor dem Oberverwaltungsgericht für das Land Nordrhein-Westfalen, die an den EuGH (C-321/19) weitergereicht wurde, ist der Anteil der Maut für die Verkehrspolizei nicht rechtmäßig. Diese 3,8–6 % der Maut können voraussichtlich zurückverlangt werden. Um die Verjährung der Ansprüche zu hemmen, war bis Ende 2020 entweder Klage einzureichen oder sich die Unterbrechung der Verjährungsfrist von Toll Collect bestätigen zu lassen.
| Kategorie                                                                                          | Kategorie                      | A      | B             | C                        | D                        | E      | F              |
| -------------------------------------------------------------------------------------------------- | ------------------------------ | ------ | ------------- | ------------------------ | ------------------------ | ------ | -------------- |
| Schadstoffklasse                                                                                   | Schadstoffklasse               | EURO 6 | EURO 5, EEV 1 | EURO 4, EURO 3 mit PMK 2 | EURO 3, EURO 2 mit PMK 1 | EURO 2 | EURO 1, EURO 0 |
| Anteil Luftverschmutzung                                                                           | Anteil Luftverschmutzung       | 1,1    | 2,2           | 3,2                      | 6,4                      | 7,4    | 8,5            |
| Anteil Lärmbelastungskosten                                                                        | Anteil Lärmbelastungskosten    | 0,2    | 0,2           | 0,2                      | 0,2                      | 0,2    | 0,2            |
| Anteil Infrastrukturbelastung                                                                      | 7,5 bis unter 12 Tonnen        | 8,0    | 8,0           | 8,0                      | 8,0                      | 8,0    | 8,0            |
| Anteil Infrastrukturbelastung                                                                      | 12 bis 18 Tonnen               | 11,5   | 11,5          | 11,5                     | 11,5                     | 11,5   | 11,5           |
| Anteil Infrastrukturbelastung                                                                      | >18 Tonnen, bis 3 Achsen       | 16,0   | 16,0          | 16,0                     | 16,0                     | 16,0   | 16,0           |
| Anteil Infrastrukturbelastung                                                                      | >18 Tonnen, 4 oder mehr Achsen | 17,4   | 17,4          | 17,4                     | 17,4                     | 17,4   | 17,4           |
| Gesamt                                                                                             | 7,5 bis unter 12 Tonnen        | 9,3    | 10,4          | 11,4                     | 14,6                     | 15,6   | 16,7           |
| Gesamt                                                                                             | 12 bis 18 Tonnen               | 12,8   | 13,9          | 14,9                     | 18,1                     | 19,1   | 20,2           |
| Gesamt                                                                                             | >18 Tonnen, bis 3 Achsen       | 17,3   | 18,4          | 19,4                     | 22,6                     | 23,6   | 24,7           |
| Gesamt                                                                                             | >18 Tonnen, 4 oder mehr Achsen | 18,7   | 19,8          | 20,8                     | 24,0                     | 25,0   | 26,1           |
| in Cent je Kilometer, 1. Januar 2019 bis 31. Dezember 2022, Quelle: Bundestag – Drucksache 19/3930 |                                |        |               |                          |                          |        |                |

### 2023
Januar 2023 bis November 2023
| Kategorie                                                     | Kategorie                      | A      | B             | C                        | D                        | E      | F              |
| ------------------------------------------------------------- | ------------------------------ | ------ | ------------- | ------------------------ | ------------------------ | ------ | -------------- |
| Schadstoffklasse                                              | Schadstoffklasse               | EURO 6 | EURO 5, EEV 1 | EURO 4, EURO 3 mit PMK 2 | EURO 3, EURO 2 mit PMK 1 | EURO 2 | EURO 1, EURO 0 |
| Anteil Luftverschmutzung                                      | 7,5 bis unter 12 Tonnen        | 1,5    | 4,3           | 5,9                      | 8,8                      | 11,3   | 11,4           |
| Anteil Luftverschmutzung                                      | 12 bis 18 Tonnen               | 1,5    | 5,2           | 6,3                      | 10,1                     | 12,1   | 12,3           |
| Anteil Luftverschmutzung                                      | >18 Tonnen, bis 3 Achsen       | 2,2    | 6,2           | 8,0                      | 13,4                     | 16,4   | 16,9           |
| Anteil Luftverschmutzung                                      | >18 Tonnen, 4 Achsen oder mehr | 2,3    | 6,2           | 8,7                      | 14,9                     | 18,2   | 18,7           |
| Anteil Lärmbelastungskosten                                   | bis 3 Achsen                   | 1,6    | 1,6           | 1,6                      | 1,6                      | 1,6    | 1,6            |
| Anteil Lärmbelastungskosten                                   | >18 Tonnen, ab 4 Achsen        | 1,2    | 1,2           | 1,2                      | 1,2                      | 1,2    | 1,2            |
| Anteil Infrastrukturbelastung                                 | 7,5 bis unter 12 Tonnen        | 6,7    | 6,7           | 6,7                      | 6,7                      | 6,7    | 6,7            |
| Anteil Infrastrukturbelastung                                 | 12 bis 18 Tonnen               | 10,9   | 10,9          | 10,9                     | 10,9                     | 10,9   | 10,9           |
| Anteil Infrastrukturbelastung                                 | >18 Tonnen, bis 3 Achsen       | 14,3   | 14,3          | 14,3                     | 14,3                     | 14,3   | 14,3           |
| Anteil Infrastrukturbelastung                                 | >18 Tonnen, 4 oder mehr Achsen | 15,5   | 15,5          | 15,5                     | 15,5                     | 15,5   | 15,5           |
| Gesamt                                                        | 7,5 bis unter 12 Tonnen        | 9,8    | 12,6          | 14,2                     | 17,1                     | 19,6   | 19,7           |
| Gesamt                                                        | 12 bis 18 Tonnen               | 14,0   | 17,7          | 18,8                     | 22,6                     | 24,6   | 24,8           |
| Gesamt                                                        | >18 Tonnen, bis 3 Achsen       | 18,1   | 22,1          | 23,9                     | 29,3                     | 32,3   | 32,8           |
| Gesamt                                                        | >18 Tonnen, 4 Achsen oder mehr | 19,0   | 22,9          | 25,4                     | 31,6                     | 34,9   | 35,4           |
| in Cent je Kilometer, ab 1. Januar 2023, Quelle: Toll-Collect |                                |        |               |                          |                          |        |                |

### Dezember 2023
Ab Dezember 2023 kam eine Klimaabgabe von 200 Euro je Tonne CO₂ hinzu. Dadurch werden sich die Mauteinnahmen von 7,8 auf voraussichtlich 15,2 Milliarden Euro fast verdoppeln.
| Kategorie                                 | Kategorie                | A      | B             | C                        | D                        | E      | F              |
| ----------------------------------------- | ------------------------ | ------ | ------------- | ------------------------ | ------------------------ | ------ | -------------- |
| Schadstoffklasse                          | Schadstoffklasse         | EURO 6 | EURO 5, EEV 1 | EURO 4, EURO 3 mit PMK 2 | EURO 3, EURO 2 mit PMK 1 | EURO 2 | EURO 1, EURO 0 |
| Gesamt                                    | 7,5 bis unter 12 Tonnen  | 17,8   | 20,6          | 22,2                     | 25,1                     | 27,6   | 27,7           |
| Gesamt                                    | 12 bis 18 Tonnen         | 24,0   | 27,7          | 28,8                     | 33,0                     | 35,0   | 35,2           |
| Gesamt                                    | >18 Tonnen, bis 3 Achsen | 30,5   | 35,5          | 37,3                     | 43,1                     | 46,1   | 48,6           |
| Gesamt                                    | >18 Tonnen, 4 Achsen     | 32,4   | 36,3          | 38,8                     | 45,4                     | 48,7   | 51,2           |
| Gesamt                                    | >18 Tonnen und ≥5 Achsen | 34,8   | 38,9          | 41,4                     | 47,8                     | 51,1   | 51,6           |
| in Cent je Kilometer, ab 1. Dezember 2023 |                          |        |               |                          |                          |        |                |

Im Januar 2024 wurden Erdgasfahrzeugen (CNG und LNG) mautpflichtig.

### Juli 2024
Seit Juli 2024 zahlen auch Transporter über 3,5 Tonnen tzGm eine Maut. Außerdem haben sich die Tarife in einigen Fahrzeugklassen geringfügig um ca. 0,2 Cent geändert. Die Schadstoffklasse EURO 6 wurde darüber hinaus in fünf CO2-Emissionsklassen (CO2Kl.) aufgeteilt. Die „beste“ CO2-Emissionsklasse 5 gilt für emissionsfreie Fahrzeuge, also elektrisch, durch Wasserstoffverbrenner oder Wasserstoff-Brennstoffzelle angetrieben; sie müssen einen CO2-Emissionswert von unter 1 g/km bzw. 1 g/kWh aufweisen. Diese Fahrzeuge sind von der Maut befreit.
| Kategorie                             | Kategorie                | A              | A              | A              | A              |                | B             | C                        | D                        | E      | F              |
| ------------------------------------- | ------------------------ | -------------- | -------------- | -------------- | -------------- | -------------- | ------------- | ------------------------ | ------------------------ | ------ | -------------- |
| Schadstoffklasse                      | Schadstoffklasse         | EURO 6 CO2Kl.1 | EURO 6 CO2Kl.2 | EURO 6 CO2Kl.3 | EURO 6 CO2Kl.4 | EURO 6 CO2Kl.5 | EURO 5, EEV 1 | EURO 4, EURO 3 mit PMK 2 | EURO 3, EURO 2 mit PMK 1 | EURO 2 | EURO 1, EURO 0 |
| Gesamt                                | >3,5 bis 7,49 Tonnen     | 15,1           | 14,7           | 14,4           | 11,4           | 0              | 18,9          | 20,1                     | 22,5                     | 24,4   | 24,8           |
| Gesamt                                | 7,5 bis 11,99 Tonnen     | 17,7           | 17,3           | 16,9           | 13,7           | 0              | 20,5          | 22,1                     | 25,0                     | 27,5   | 27,6           |
| Gesamt                                | 12 bis 18 Tonnen         | 23,8           | 23,4           | 22,8           | 18,8           | 0              | 27,5          | 28,6                     | 32,8                     | 34,8   | 35,0           |
| Gesamt                                | >18 Tonnen, bis 3 Achsen | 30,3           | 29,7           | 29,0           | 24,2           | 0              | 35,3          | 37,1                     | 42,9                     | 45,9   | 48,4           |
| Gesamt                                | >18 Tonnen, 4 Achsen     | 32,4           | 31,8           | 31,0           | 25,8           | 0              | 36,3          | 38,8                     | 45,4                     | 48,7   | 51,2           |
| Gesamt                                | >18 Tonnen und ≥5 Achsen | 34,8           | 34,0           | 33,2           | 26,9           | 0              | 38,9          | 41,4                     | 47,8                     | 51,1   | 51,6           |
| in Cent je Kilometer, ab 1. Juli 2024 |                          |                |                |                |                |                |               |                          |                          |        |                |

## Ausnahmen von der Mautpflicht
Nach § 1 Abs. 2 Bundesfernstraßenmautgesetz sind folgende Fahrzeuge von der Mautpflicht ausgenommen:
1. Kraftomnibusse
2. Fahrzeuge der Streitkräfte, der Polizeibehörden, des Zivil- und Katastrophenschutzes, der Feuerwehr und anderer Notdienste sowie Fahrzeuge des Bundes
3. Fahrzeuge, die ausschließlich für den Straßenunterhaltungs- und Straßenbetriebsdienst einschließlich Straßenreinigung und Winterdienst genutzt werden
4. Fahrzeuge, die ausschließlich für Zwecke des Schausteller- und Zirkusgewerbes eingesetzt werden
5. Fahrzeuge, die von gemeinnützigen oder mildtätigen Organisationen für den Transport von humanitären Hilfsgütern, die zur Linderung einer Notlage dienen, eingesetzt werden
6. landwirtschaftliche Fahrzeuge im geschäftsmäßigen Güterverkehr mit einer bauartbedingten Höchstgeschwindigkeit von maximal 40 km/h
7. Elektrofahrzeuge, also Elektro-Lkw und Oberleitungs-Lkw
8. Erdgasfahrzeuge (ab 2021 nur teilweise)
9. emissionsfreie Fahrzeuge im Sinne der Nummer 7 mit einer technisch zulässigen Gesamtmasse von bis zu 4,25 Tonnen,
10. Fahrzeuge nach § 1 Absatz 1 Satz 2 mit einer technisch zulässigen Gesamtmasse von weniger als 7,5 Tonnen, die zur Beförderung von Material, Ausrüstungen oder Maschinen, die der Fahrer zur Ausübung seines Handwerks oder seines mit dem Handwerk vergleichbaren Berufs benötigt, oder zur Auslieferung von handwerklich hergestellten Gütern, wenn die Beförderung nicht gewerblich erfolgt, benutzt werden.

Der Beschluss des Verkehrsausschusses des Bundestags vom 22. September 2004 bezüglich der Freistellung anderer, nicht gewerblich eingesetzter Fahrzeuge wurde in der Neufassung des Autobahnmautgesetzes im Jahr 2004 nicht umgesetzt.
Durch Änderung des Bundesfernstraßenmautgesetz zum 1. Januar 2019 sind Elektro-Lkw, erdgasbetriebene Lkw und landwirtschaftliche Fahrzeuge von der Lkw-Maut befreit. Die Mautbefreiung für Elektro-Lkw soll im Zwei- bis Drei-Jahres-Rhythmus überprüft werden.
Seit der Ausweitung auf Bundesstraßen gibt es Forderungen, kommunale Müllentsorgungsfahrzeuge von der Maut zu befreien.

## Betrieb

### Zustandekommen des Vertrages mit Toll Collect
Die Vertragsdetails zwischen Verkehrsministerium und Toll Collect waren ursprünglich geheim und selbst für die Abgeordneten des Deutschen Bundestages nicht zugänglich. Die Frage der Haftung von Toll Collect war deshalb Inhalt zahlreicher Spekulationen in Politik und Medien.
Nachdem Bundesverkehrsminister Manfred Stolpe bereits mehrere Wochen zuvor eine Offenlegung der Verträge angeregt hatte, gab zuletzt auch Toll-Collect-Gesellschafter DaimlerChrysler seinen Widerstand auf. Seit dem 22. Oktober 2003 war der Vertrag zumindest den Mitgliedern des Verkehrsausschusses des Bundestages zugänglich. Er hat mit allen Anlagen und Nebenvereinbarungen 17.000 Seiten. Der Kernvertrag, in dem Fragen der Haftung, Vertragsstrafen und Kündigungsfristen geregelt sind, umfasst 190 Seiten. Der Antrag des SPD-MdBs Jörg Tauss, den Vertrag unter Berufung auf das Informationsfreiheitsgesetz einzusehen, wurde abgelehnt. Eine um die Geschäftsgeheimnisse von Toll Collect bereinigte Version zu erstellen, lehnte das Verkehrsministerium „mangels Sachverstands im eigenen Haus“ ab. Erst am 25. November 2009 wurden größere Teile des Vertrages über WikiLeaks der Öffentlichkeit zugänglich.
Die im Vertrag vereinbarte und seit Dezember 2003 fällige Vertragsstrafe ist Presseberichten zufolge wesentlich niedriger als der ursprünglich in der (geheimen) Ausschreibung vorgesehene Betrag.
Unstrittig zwischen Verkehrsministerium und Toll Collect waren folgende Punkte:
- Toll Collect muss ab dem vierten Monat, an dem das System nicht regulär läuft, also vom 1. Dezember 2003 an, eine tägliche Vertragsstrafe von 250.000 Euro, also monatlich etwa 7½ Millionen Euro zahlen. Diese Summe verdoppelt sich ab dem siebten Monat, also vom 1. März 2004 an, auf 500.000 Euro pro Tag, also auf monatlich 15 Millionen Euro.
- Außerdem verfügt das Bundesverkehrsministerium bei anhaltender Vertragsverletzung über eine Kündigungsoption, die erstmals am 15. Dezember 2003 und dann wieder am 31. Mai 2004 greift.

Umstritten waren folgende Punkte:
- Kann Toll Collect unter bestimmten Bedingungen für die monatlichen Mautausfälle schadensersatzpflichtig gemacht werden? Der Bund müsste dann Toll Collect möglicherweise vorsätzliche Verzögerungen und Täuschungen nachweisen. In diese Richtung deuteten Aussagen von Stolpe, sein Ministerium sei vom Konsortium über die Funktionsfähigkeit des Mautsystems falsch informiert worden. Diese Vorwürfe wies Toll Collect jedoch zurück.

Nach der Einigung vom 29. Februar 2004 soll die noch offene Frage des von der Bundesregierung geforderten Schadenersatzes für die bisherigen und bis Ende des Jahres anfallenden Einnahmeausfälle von einem Schiedsgericht geklärt werden, das aus drei Teilnehmern besteht. Einen bestimmte das Verkehrsministerium, einen zweiten Toll Collect. Der dritte wurde in gegenseitigem Einvernehmen festgelegt. Bis zum April 2016 wurde keine Einigung erzielt; die Verfahrenskosten beliefen sich bis dahin auf 168 Millionen Euro.
Am 8. Februar 2006 genehmigte der Haushaltsausschuss des Bundestages dem Systembetreiber eine Entgelterhöhung von 14 Millionen Euro für eine „unerwartet hohe Erfassungsquote mautpflichtiger Fahrleistung“ sowie für „neue Leistungsmerkmale“. Damit bekam nun Toll Collect jährlich insgesamt 556 Millionen Euro aus den Mauteinnahmen.

### Betrieb durch Toll Collect
Das deutsche Mauterhebungssystem wird von dem privaten Unternehmen Toll Collect GmbH im Auftrag des Bundesamtes für Güterverkehr betrieben. Gesellschafter der Toll Collect sind die Deutsche Telekom AG und die Daimler Financial Services AG mit je 45 % der Geschäftsanteile sowie die französische Cofiroute SA mit einem Anteil von 10 %. Toll Collect hat das System entwickelt und errichtet.
Am 15. Dezember 2004 legte das Bundesamt für Güterverkehr (BAG) sein Urteil zum Stand des Gesamtsystems vor. Nach der positiven Bewertung wurde die vorläufige Betriebserlaubnis zum 1. Januar 2005 erteilt.
Der erste Einsatztag des Systems unter Volllast am 3. Januar 2005 wurde vom Betreiberkonsortium als erfolgreich angesehen. Die deutschen Medien hatten lediglich über vereinzelte kleinere Probleme und punktuell verlängerte Wartezeiten berichtet. In den ersten Wochen des Jahres 2005 wurden an vielen Mautstellenterminals die Kraftfahrer durch insgesamt 5200 Helfer bei der manuellen Buchung unterstützt.
Der Bundesfinanzminister rechnete im Jahr 2005 mit Bruttoeinnahmen von jährlich drei Milliarden Euro und für das Jahr 2006 mit 3,3 Milliarden Euro. Toll Collect sollte davon für den Betrieb des Abrechnungssystems bis zum Jahr 2015 jährlich etwa 650 Millionen Euro aus den Mauteinnahmen erhalten.
In einer Pressemitteilung zu den Mauteinnahmen für September 2005 deutete das BMVBW an, dass die jährlichen Mauteinnahmen auch knapp unter der erwarteten Höhe von drei Milliarden Euro bleiben könnten. Daraufhin bot der Transportverband BGL der Bundesregierung im Oktober 2005 an, mit 1500 Fahrzeugen einen Mauttest zu fahren, um Lücken im Mautkontrollsystem aufzeigen zu können, die nach seiner Meinung zu Wettbewerbsverzerrungen im Sektor des Speditionsgewerbes und zu Einnahmeverlusten in Millionenhöhe bei der Lkw-Maut führen.
Die Jahresgesamteinnahmen 2005 beliefen sich auf insgesamt 2,85 Milliarden Euro. Der Bundesverband Güterverkehr und Logistik (BGL) sah sich in seiner Meinung bestärkt, dass neben den Mautflüchtlingen auch eine im Jahresverlauf gestiegene Zahl von Schwarzfahrern vorhanden wäre.
Das Softwareupdate auf OBU-2 zum Jahresbeginn 2006 verlief erfolgreich. Die damit mögliche Bemautung der Bundesstraßen soll aber Probleme bereiten. Untersuchungen des Mautbetreibers Toll Collect hätten gezeigt, „dass eine vollständige Bemautung von Streckenzügen auf Bundesstraßen nur unter ganz bestimmten Voraussetzungen möglich ist“ (bei autobahnähnlichem Ausbau). Folgten etwa Abzweigungen in zu dichtem Abstand oder gebe es parallel laufende Straßen in der Nähe, wäre eine Bemautung solcher Abschnitte „nur mit unverhältnismäßig hohem Aufwand möglich“. In diesen Fällen übersteigen die Systemkosten die zusätzlichen Mauteinnahmen. Deshalb wurde ab Januar 2007 die streckenbezogene Lkw-Maut nur auf drei Bundesstraßenabschnitte ausgedehnt.
Auch ein weiterer propagierter Vorzug des deutschen Mautsystems bereitet in der realen Umsetzung Probleme: Die zeitliche Staffelung der Mauthöhe zur Verkehrslenkung scheitert derzeit an den manuellen Einbuchungsmöglichkeiten wie Mautterminal oder Internet. Bei diesen wird dem Mautzahler, je nach Entfernung, ein mehrstündiges Zeitfenster für die Benutzung einer gebührenpflichtigen Autobahn eingeräumt. Wann er auf seiner Fahrt einen Streckenabschnitt zur Hochpreiszeit befährt, kann im manuellen Bezahlsystem nicht bestimmt werden. Aus diesem Grund war im Jahr 2007 erwogen worden, alle Lkw mit einer automatischen Erfassung (On-Board-Unit) auszustatten, um die Maut nach Zeiten und Orten staffeln zu können.

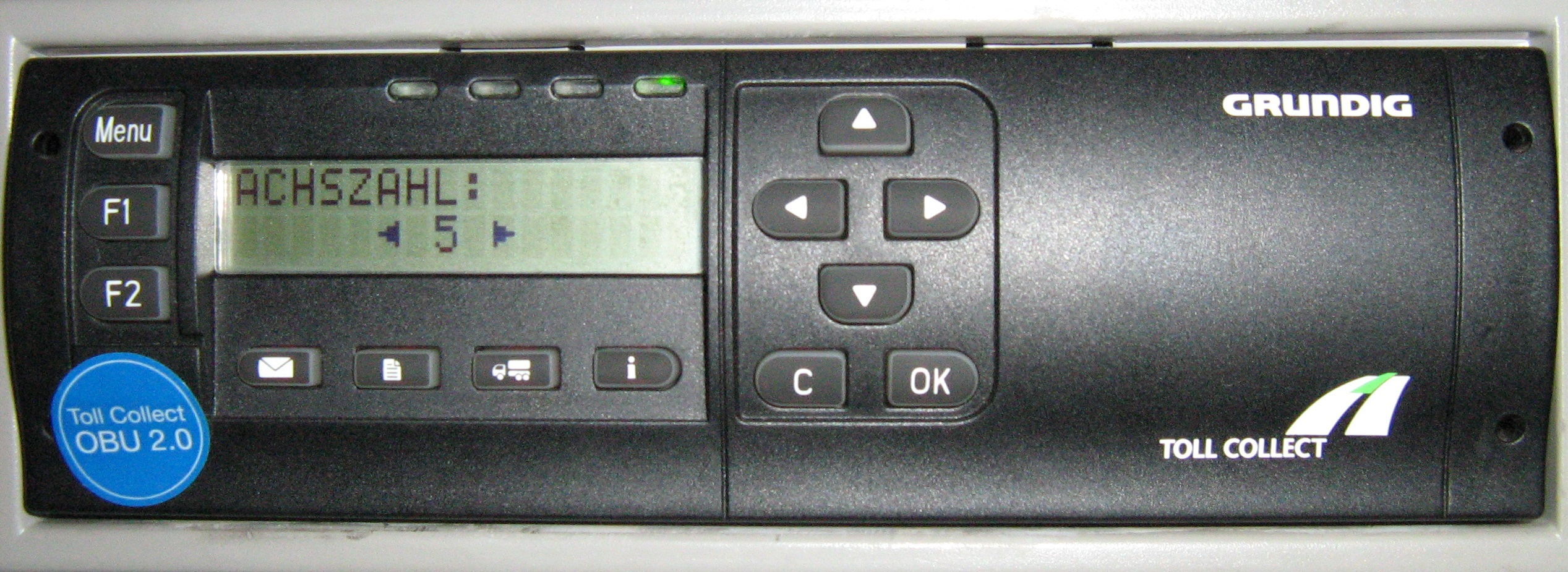
On-Board-Unit für Lkw-Maut

Es gibt ein automatisches und ein manuelles Abrechnungsverfahren. Zur Teilnahme am automatischen Abrechnungsverfahren ist der Einbau einer On-Board-Unit (OBU) in den Lkw notwendig. Dieses Gerät ermittelt unter anderem mit Hilfe von GPS die für eine gefahrene Strecke zu entrichtende Maut. Für Lkw ohne OBU ist die manuelle Bezahlung der Maut im Voraus vorgesehen, entweder per Internet oder an Mautterminals, die zum Beispiel in Tankstellen aufgestellt werden.
Bei der dazu nötigen Einbaupflicht des Mautgerätes (On-Board-Unit) in alle in- und ausländischen Lkw werden dann auch solche Fahrzeuge mit einer OBU ausgerüstet, die sich nur gelegentlich in Deutschland aufhalten oder deutsche Fahrzeuge, die nur selten die Autobahn benutzen. Dazu wird dem Fahrzeugbesitzer wie bisher das Gerät (OBU) kostenlos zur Verfügung gestellt werden (Wert 500 Euro). Die Kosten für den Einbau (ca. 250 Euro) werden dem Fahrzeugbesitzer aber zukünftig ersetzt werden müssen, da nach Wegfall der manuellen Bezahlmöglichkeiten am Terminal nach EU-Recht der Zugang zum Mautsystem diskriminierungsfrei möglich sein muss.
Ein für die Fahrzeughalter und die Anrainerstaaten kostenfreies Ausrüsten aller europäischer Lkw mit einer OBU könnte die Exportchancen des deutschen Mautsystems in den anderen Staaten erheblich steigern, da die hohen Kosten für die Hardware und der Einbau dann schon über das deutsche Mautsystem bezahlt wurden. Die von der EU – mit einer von Deutschland durchgesetzten Öffnungsklausel – beschlossene Absenkung der Gewichtsgrenze für die Mautzahlung von 12 t auf 3,5 t wäre dann aber EU-weit aus Kostengründen nicht mehr umsetzungsfähig.

### Neuvergabe des Betriebs ab 2018
Im September 2018 endete der bisherige Vertrag mit Toll-Collect, daher startete die Bundesregierung Mitte 2016 ein neues Vergabeverfahren. Der bisherige Vertrag enthielt eine Kaufoption für den derzeitigen Betreiber durch den Bund. Nach der Vergabe würde der neue Betreiber die Geschäftsanteile von der Bundesregierung übernehmen. Allerdings hatte auch der bisherige Betreiber Toll-Collect angekündigt, an der neuen Ausschreibung teilzunehmen. Im Januar 2019 entschied das Bundesverkehrsministerium, dass der Bund den Lkw-Mautbetrieb dauerhaft übernimmt.

## Technische Umsetzung
Anders als etwa in Frankreich, wo Maut an Mautstellen an Autobahnabfahrten bezahlt wird, ist in Deutschland ein hochtechnisiertes GNSS-, also satellitengestütztes System aufgebaut worden. Erklärtes Ziel war es dabei, mit der neuen Technik auch neue Märkte für die beteiligten Unternehmen zu öffnen.
Um am deutschen Lkw-Mautsystem teilnehmen zu können, gibt es zwei verschiedene Möglichkeiten: die automatische und die manuelle Streckenbuchung. Bei der manuellen Streckenbuchung musste dabei noch zwischen der Einbuchung an einem Mautstellen-Terminal und der Einbuchung über ein Internetportal von Toll Collect unterschieden werden. Auf Grund des sukzessiven Rückbaus der Mautstellen-Terminals ab 2019 ist diese Einbuchungsmöglichkeit hier inzwischen nicht mehr möglich, so dass eine manuelle Buchung nur noch über das Internetportal von Toll Collect oder in der dafür entwickelten App für Android und IOS möglich ist.

### Automatische Einbuchung über eine freiwillig eingebaute On-Board-Unit

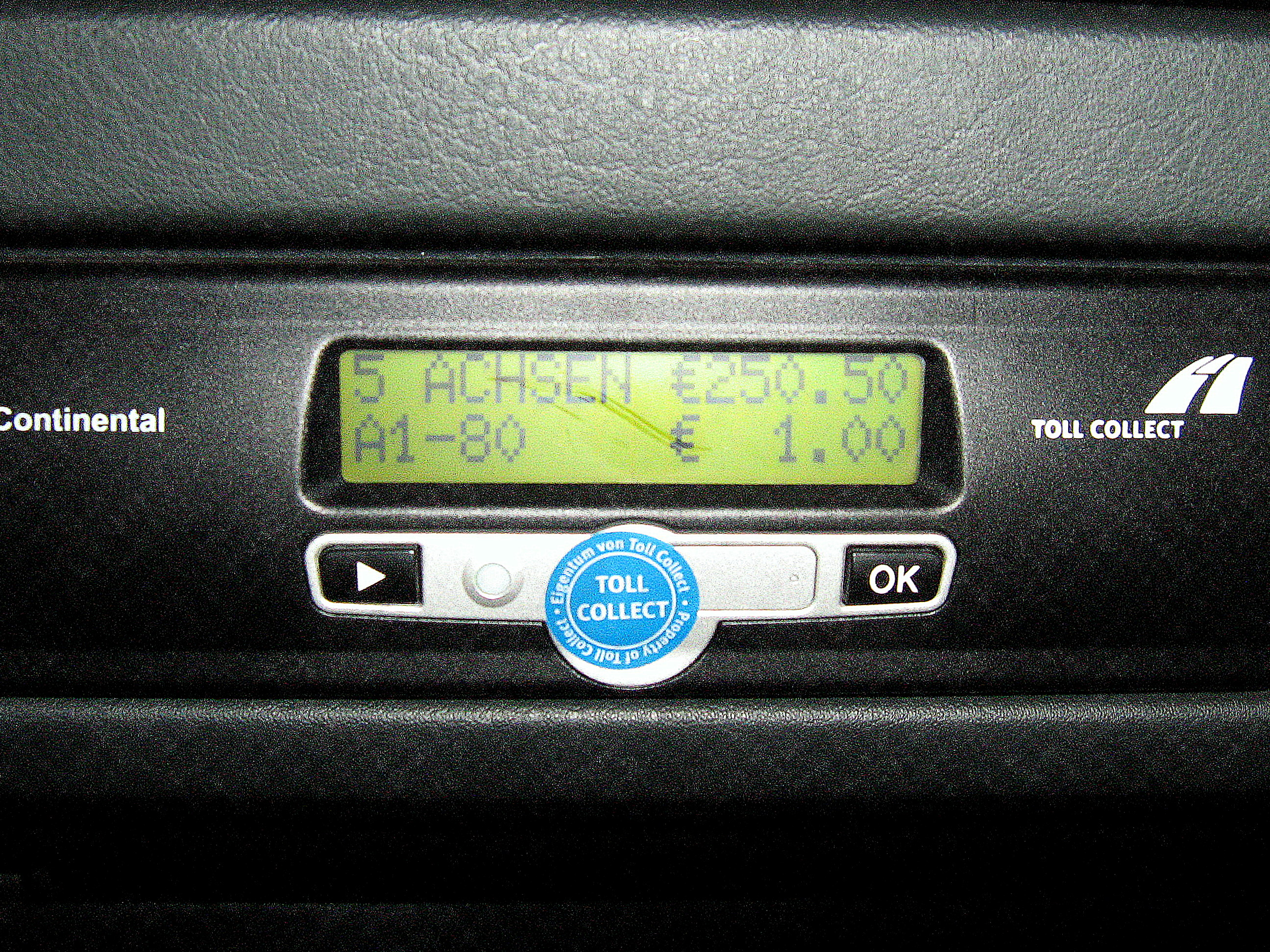
Automatische Einbuchung während der Fahrt

Diese Option macht den Unterschied zwischen der deutschen Mautlösung und anderen weltweit existierenden Mautsystemen aus. Es ist dabei von einer GNSS/CN-Maut, d. h. einem Global Navigation Satellite System mit dem Rückkanal Cellular Network die Rede. Das bedeutet, die Mauthöhe wird per Satellitennavigation ermittelt und zwecks Abrechnung per Mobilfunk an den Zentralrechner des Betreibers übermittelt. Dazu lässt das Speditionsunternehmen zunächst seine mautpflichtigen Fahrzeuge bei Toll Collect registrieren. Danach wird von einer autorisierten Werkstatt das On-Board-Unit (OBU) genannte Gebührenerfassungsgerät in den Lkw installiert und in Betrieb gesetzt.

### Manuelle Streckenbuchung
Diese Option ist vor allem für ausländische Lkw vorgesehen, für die sich der Einbau einer On-Board-Unit nicht lohnen würde. Gleichzeitig dient sie aber auch als Rückgriffslösung, falls die automatische Einbuchung (so durch Ausfall der amerikanischen GPS-Satelliten) nicht möglich sein sollte. Es bestehen zwei Möglichkeiten der manuellen Buchung:

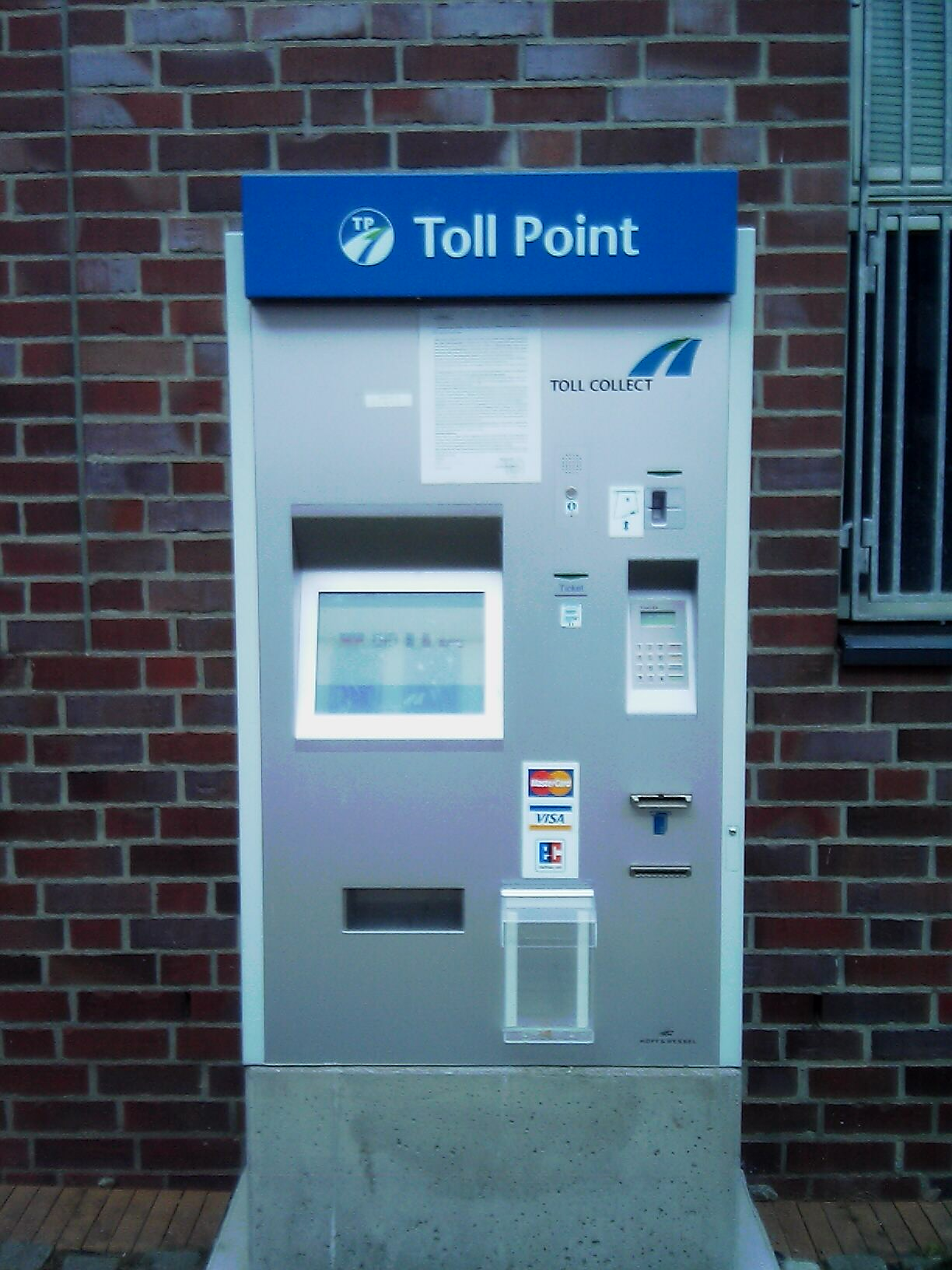
Toll Collect: autonomes Mautstellen-Terminal in Deutschland

#### An einem stationären Mautstellen-Terminal
Den Lkw-Fahrern, deren Fahrzeuge über keine OBU verfügen, ist es möglich, sich an sogenannten Mautstellenterminals in das System einzubuchen und dort auch die fällige Maut zu entrichten. Für diese manuelle Einbuchung stehen etwa 3500 Terminals in der gesamten Bundesrepublik und den Nachbarländern zur Verfügung. Sie sind hauptsächlich auf Autohöfen, an Rastplätzen und in Tankstellen aufgestellt. Die Hersteller der Automaten sind NCR und die Höft & Wessel AG. Das Auftragsvolumen betrug 31 Millionen Euro.
Für die manuelle Einbuchung am Mautstellen-Terminal ist grundsätzlich keine Registrierung bei Toll Collect notwendig. Die Buchung bezieht sich immer auf ein konkretes Fahrzeug, einen konkreten Streckenabschnitt und einen konkreten Gültigkeitszeitraum der Buchung. Vielfahrer, die öfter am Mautstellen-Terminal Strecken buchen, können ihr Fahrzeug bei Toll Collect registrieren lassen, um eine sog. Fahrzeugkarte zu erhalten, auf der dann alle relevanten Fahrzeugdaten (Kennzeichen, Schadstoffklasse, Achszahl) elektronisch gespeichert sind. Dadurch ist für den Fahrer das Buchen einer Strecke einfacher und schneller, da diese Daten nicht jedes Mal manuell eingegeben werden müssen. Bezahlt werden kann entweder mit Bargeld, EC-Karte, Kreditkarten oder dem Guthaben auf den Fahrzeug- und Tankkarten. Die Fahrzeugkarten können für diesen Zweck mit einem Prepaid-Guthaben ausgestattet werden. Ebenfalls möglich ist die Einrichtung eines Guthabenkontos auf den Karten, das regelmäßig per Lastschrift ausgeglichen wird. Am Mautterminal können auch manuelle Buchungen storniert werden.

#### Per Internet über das Portal von Toll Collect
Ein Einbuchen direkt über das Internet ist ebenfalls möglich. Ein normaler Internetbrowser reicht aus. Die Interneteinbuchung steht nur registrierten Benutzern zur Verfügung. Bereits bei der Registrierung werden die Fahrzeuge des Benutzers im System hinterlegt. Beim Buchen der Fahrt wählt der Buchende das Fahrzeug aus und bestimmt den Starttermin der Fahrt. Anschließend kann er zwischen bereits vorher abgespeicherten Strecken und einer neuen Strecke wählen. Hierbei müssen die konkreten Autobahnauffahrten und -abfahrten eingegeben werden. Sind die genauen Bezeichnungen der Auf- oder Abfahrten nicht bekannt, können diese in einer zoombaren Autobahnkarte gesucht und übernommen werden. Das System legt dann die konkrete Route fest. Will der Fahrer nicht die vorgegebene Route fahren, beispielsweise wegen aktueller Staumeldungen, muss der Buchende dem System sogenannte „Via“-Punkte mitteilen, die dann den Streckenverlauf verändern. Abschließend werden die Eingaben bestätigt und das System stellt den Buchungsbeleg mit der Buchungsnummer zur Verfügung. Ist der Buchende nicht gleichzeitig der Fahrer, muss dieser dem Fahrer die Buchungsnummer und das Zeitfenster (Gültigkeitszeitraum), in der die Fahrt durchgeführt werden muss, mitteilen.
Drittfirmen bieten über diese Plattform zwischengeschaltete kommerzielle Dienstleistungen an, die eine kurzfristige manuelle Streckenbuchung per SMS oder Call-Center ermöglichen. Alle Anbieter erweitern die von Toll Collect angebotenen Buchungsmöglichkeiten durch komfortablere Lösungen.

### Automatische Einbuchung über alternative Anbieter
Mit Einführung des European Electronic Toll Service (EETS) wird auch anderen Anbietern der Zugang zum Markt gewährt. Künftig soll es damit möglich sein, eine OBU von einem zugelassenen EETS-Anbieter zu beziehen, welcher die erhobenen Mautgebühren an den Mautbetreiber abführt. Der Vorteil dieses Systems ist, dass der Nutzer sich mit einem Bordgerät in verschiedene Mautsysteme einbuchen kann.

### Kontrolle der Mautzahlung

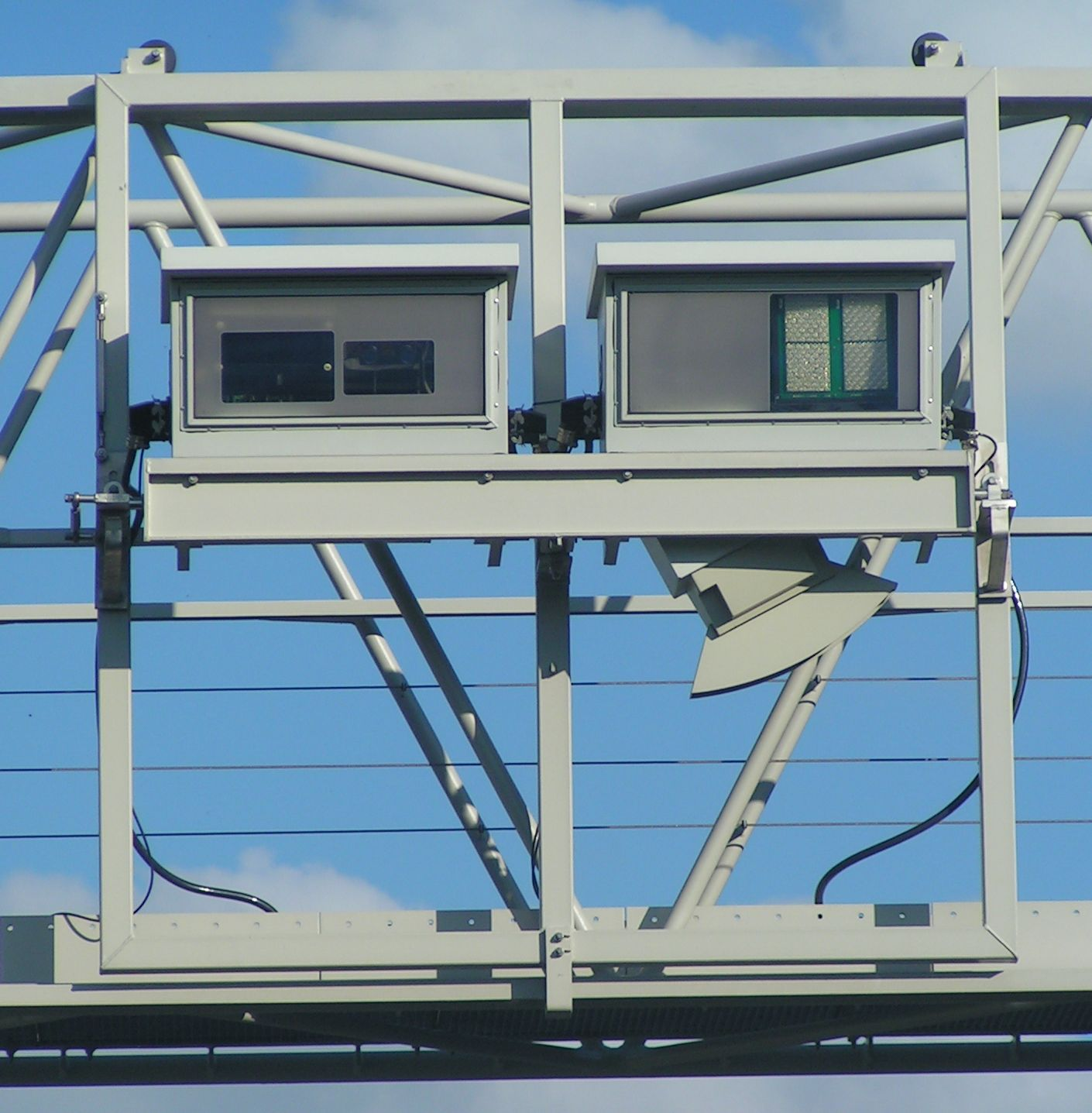
Detailansicht einer Kontrollbrücke

#### Automatische Kontrolle
Nach den Vorgaben des Datenschutzes dürfen nur stichprobenartige Überprüfungen der Mautzahlung durchgeführt werden. Insgesamt ist die Kontrollzahl mit zehn Millionen Lkw pro Jahr festgelegt. Der Betreiber Toll Collect hat sich verpflichtet, davon jährlich sieben Millionen Fahrzeuge auf Mautzahlung zu überprüfen. Dazu wurde die Vitronic GmbH (Wiesbaden) beauftragt, für etwa 100 Millionen Euro an den Autobahnen 300 stationäre Anlagen (Mautbrücken) als Kontrollbrücken über die Fahrbahn zu errichten. Mit ihnen sollen Lkw entdeckt werden, für die keine Gebühr gezahlt worden ist. Lkw-Fahrer passieren also auf dem etwa 12.000 Baukilometer umfassenden Autobahnnetz (Richtung + Gegenrichtung = 24.000 Streckenkilometer) durchschnittlich alle 80 Kilometer eine solche Kontrollstelle, da die stationären Kontrollanlagen nur halbseitig, das heißt nur über einer Richtungsfahrbahn montiert sind. Die Kontrollbrücken werden nach den oben genannten Vorgaben abwechselnd und nur wenige Stunden am Tag im eigentlichen Kontrollmodus betrieben.
Nähert sich ein Fahrzeug – egal welcher Art – der Brücke, wird zuerst ein Frontalfoto des Fahrzeugs erstellt. Beim Durchfahren der Brücke wird ein 3D-Fahrzeug-Profil erstellt, anhand dessen vom Erkennungscomputer entschieden wird, ob es sich um ein mautpflichtiges (Lastkraftwagen) oder um ein nicht-mautpflichtiges Fahrzeug (meist Pkw) handelt. Datensätze von nicht-mautpflichtigen Fahrzeugen werden sogleich gelöscht. Datensätze von mautpflichtigen Fahrzeugen werden entsprechend weiter verarbeitet.

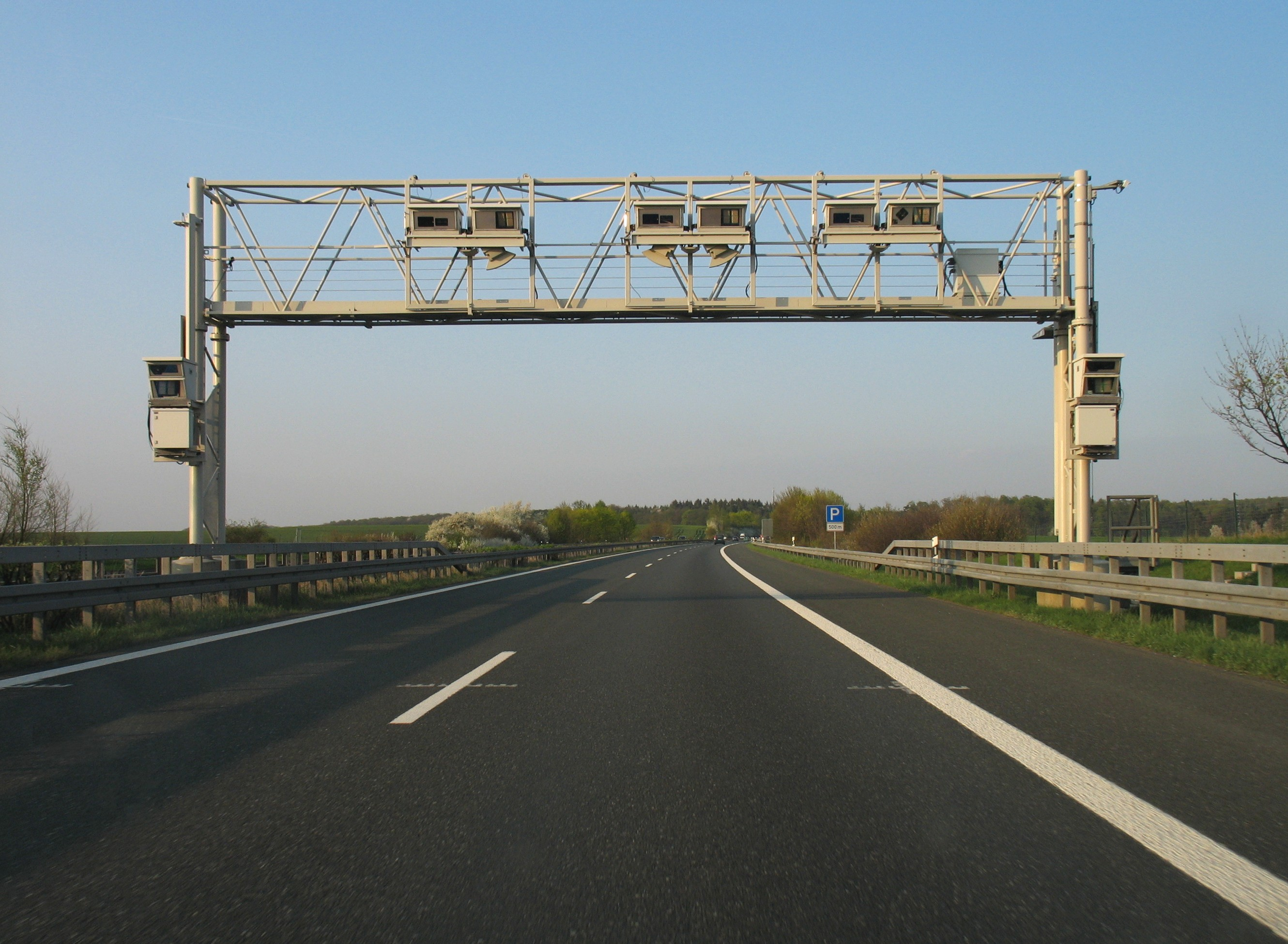
Kontrollbrücke an der A 81

Hat das Fahrzeug eine On-Board-Unit (OBU) eingebaut, dann erfolgt per Infrarot-Signal ein Datenaustausch mit der Brücke bei der Durchfahrt. Dabei werden unter anderem das gespeicherte Kennzeichen, die Achszahl und die Schadstoffklasse des Fahrzeugs übermittelt. Vom Foto des mautpflichtigen Fahrzeugs wird anschließend vom Erkennungscomputer per automatischer Nummernschilderkennung das Kfz-Kennzeichen ausgelesen. Sind alle Daten des Fahrzeugs aufgenommen, wird ermittelt, ob für das Fahrzeug im zentralen Buchungscomputer eine aktuelle Mautzahlung vorhanden ist. Datensätze von im System erkannten Mautzahlern werden wieder gelöscht. Konnte im zentralen Buchungscomputer keine Buchung gefunden werden oder konnte die Schrifterkennungssoftware das Kennzeichen nicht eindeutig identifizieren, werden alle vom Fahrzeug gesammelten Daten in einem Datensatz gespeichert und zur manuellen Nachkontrolle an Toll Collect eingeschickt. Die gespeicherten Fotos werden dann später von Mitarbeitern des Betreibers manuell ausgewertet.
Fotos von Lastkraftwagen mit OBU, deren montiertes Kennzeichen nicht mit dem in der OBU abgespeicherten Kennzeichen identisch ist, werden ebenfalls in der Nachkontrolle ausgewertet. Damit soll verhindert werden, dass eine OBU aus einem Lkw mit geringerer Schadstoffemission, die auf geringere Mautzahlung programmiert ist, ausgebaut und in einem Lkw ohne Abgasreinigung weiterverwendet wird. Die Kennzeichen-Lesefähigkeiten des automatischen Kontrollsystems werden von Toll Collect mit über 90 % angegeben. Das identische Kontrollsystem der Schweiz, das die leistungsabhängige Schwerverkehrsabgabe LSVA ermittelt, liefert bei Fahrzeugen mit OBU, also mit einem bei Kontrolle übermittelten elektronischen Kennzeichen eine Erkennungsrate von 93 %, bei Fahrzeugen ohne OBU eine Erkennungsrate von 77 %. Die Ahndung von Verstößen gegen die Mautpflicht gehört nicht zur Aufgabe von Toll Collect. Sie liegt in der Zuständigkeit des Bundesamt für Logistik und Mobilität (BALM). Spediteure bemängeln, dass die Kontrollbrücken zu niedrig seien, um sie mit Schwertransportern zu unterqueren. In einer Stichprobe 2019 wurden zwischen 93 % und 96 % der Kennzeichen korrekt erfasst, gab das BALM auf eine Informationsfreiheits-Anfrage der Gruppe Freiheitsfoo bekannt. Der Anteil der Nichterkennungen (falsch negativ) und Falscherkennungen (falsch positiv) ist unbekannt.

##### Bestimmungsfremde Verwendung der Daten
Prinzipiell fotografieren die Kameras jedes Fahrzeug, das die Kontrollstelle passiert. Es wären also auch andere, aus Bürgersicht bedenkliche Verwendungen der erfassten Daten möglich:
- systematische Erstellung von Bewegungsprofilen aller erfassten Fahrzeuge
- automatisches Ausstellen von Strafmandaten bei Überschreitung der erlaubten Durchschnittsgeschwindigkeit zwischen zwei Kontrollstellen oder Abstandsverstöße
- Gesichtserkennung der (Bei-)Fahrer; auch diese könnten zur Erzeugung von Bewegungsprofilen beliebiger Autobahnbenutzer oder zur Personenfahndung eingesetzt werden
- Abgleich der erfassten Kennzeichen mit denen als gestohlenen gemeldeten Fahrzeugen

#### Mobile Kontrolle

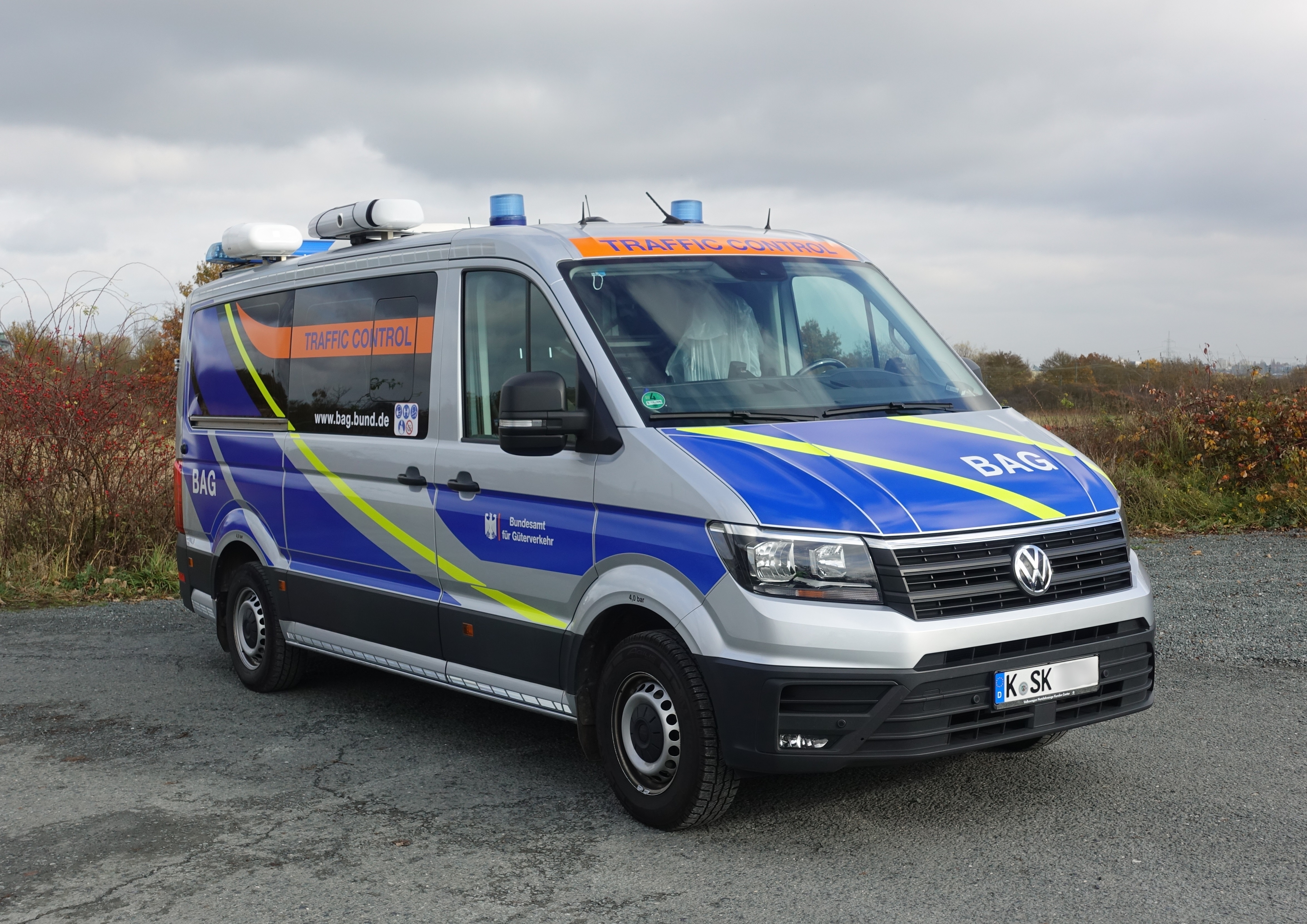
Dienstfahrzeug des BAG (alte Generation) zur Durchführung von Mautkontrollen

Bei Auffälligkeiten sollen 535 speziell dafür eingestellte Mautkontrolleure des Bundesamtes die Fahrer stoppen. Diese neuen BALM-Mitarbeiter, eingestellt aus dem Personalüberhang der Post und Bahn, sollen mit 278 Kontrollfahrzeugen verteilt auf drei Schichten unterwegs sein, um die Kennzeichen der Lkw mit den Daten des Buchungssystems abzugleichen. Dieser Abgleich erfolgt im fließenden Verkehr, d. h. die Kontrollfahrzeuge kommunizieren mit einer eventuell im Lkw vorhandenen OBU oder zum Kennzeichen des Lkw. Daraufhin wird online überprüft, ob eine Buchung vorliegt. Das Bundesamt für Logistik und Mobilität soll im Rahmen dieser Kontrolltätigkeit drei Millionen Lkw auf Mautzahlung überprüfen. Weiterhin sollen etwa 40 Betriebsprüfer des BALM stichprobenartige Kontrollen bei deutschen Transportfirmen durchführen.

#### Stationäre Kontrolle
Des Weiteren gibt es die Möglichkeit der stationären Kontrolle. Zu diesem Zweck stellen sich Mitarbeiter des BALM auf einen Parkplatz hinter der Kontrollbrücke und nehmen über Funk Verbindung zur Brücke auf. Von der Brücke werden dann die Bilder verdächtiger „Mautsünder“ an die Computer der Prüfer geschickt, die die Lkw auf den Parkplatz „herauswinken“ können.
Seit Einführung der Maut auf Bundesstraßen am 1. August 2012 kann die Kontrollbehörde BALM auch mobile Mauterfassungsgeräte einsetzen, die etwa auf Brücken aufgestellt werden.

#### Betriebskontrolle
Das BALM führt Betriebskontrollen durch, um auffällige Unternehmen auf Mautverstöße zu überprüfen. Diese finden ausschließlich auf Unternehmen mit Sitz in Deutschland Anwendung. Dabei besteht die Möglichkeit, Mautverstöße einvernehmlich pauschal abzurechnen.

## Mautaufkommen und seine Verwendung
| Jahr | Soll in Mio. Euro | Ist in Mio. Euro | Systemkosten |
| ---- | ----------------- | ---------------- | ------------ |
| 2005 |                   | 2.870            | 560          |
| 2006 |                   | 3.080            |              |
| 2011 | 4.637             | 4.477            | 663          |
| 2012 | 4.610             | 4.362            |              |
| 2013 | 4.523             | 4.391            |              |
| 2014 | 4.400             | 4.464            |              |
| 2015 | 4.340             | 4.370            |              |
| 2016 | 4.629             | 4.600            |              |
| 2017 | 4.661             | 4.654            |              |
| 2018 | 5.122             | 5.170            |              |
| 2019 | 7.559             | 7.440            |              |
| 2020 |                   | 7.400            |              |
| 2021 |                   | 7.640            |              |
| 2022 |                   | 7.400            |              |
| 2023 |                   | ca. 7.400        |              |
| 2024 |                   | 12.960           |              |

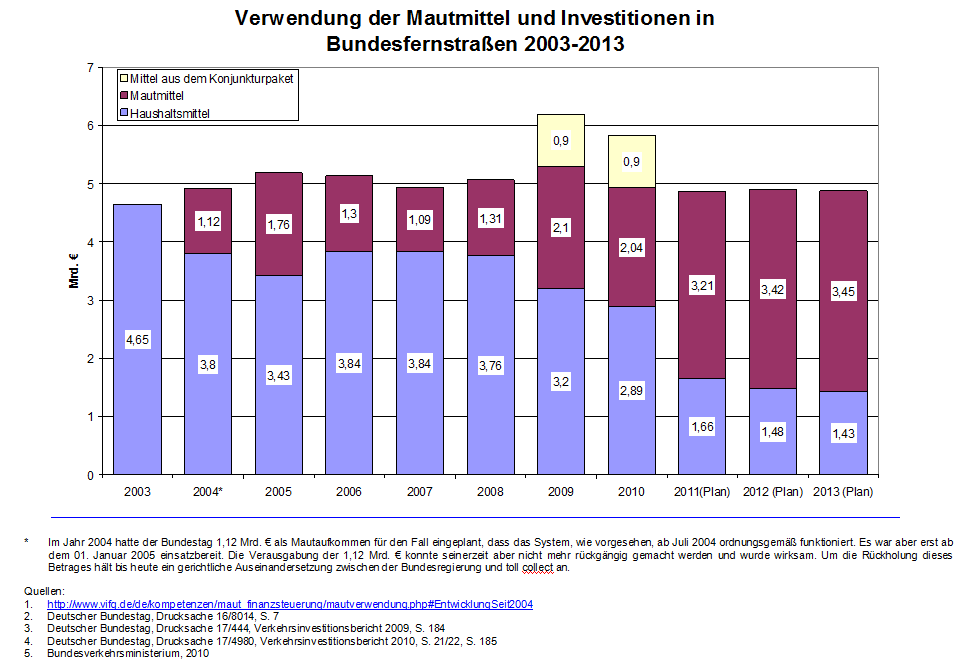
Verwendung der Mautmittel und Investitionen in Bundesfernstraßen 2003–2013

Das jährliche Mautaufkommen ist durch den Anstieg der Fahrleistungen mautpflichtiger Lkw sowie durch Mauterhöhungen seit der Einführung der Maut im Jahr 2005 deutlich angewachsen von 2,59 Milliarden Euro (2005) auf 4,87 Milliarden Euro (2010). Für das Jahr 2012 wurden Mauteinnahmen von 4,6 Milliarden Euro erwartet. Der durchschnittliche Erlös je Fahrzeugkilometer betrug 16,41 Cent. Von 26,6 Milliarden mautpflichtigen Fahrzeugkilometern entfielen im Jahr 2012 16,7 Milliarden km auf deutsche Fahrzeughalter, 2,8 Mrd. km auf polnische, je 1,1 Mrd. km auf tschechische und niederländische Halter, 0,6 Mrd. Euro auf ungarische sowie 4,3 Mrd. km auf sonstige Staaten.
Vom Mautaufkommen sind zunächst die Systemkosten abzuziehen, d. h. die Kosten, die der Bund dem Systembetreiber „toll-collect“ bezahlt. Sie wuchsen von 2005 bis 2010 von 0,56 Milliarden Euro auf 0,7 Milliarden Euro.
Von dem verbleibenden Aufkommen verwendete der Bund wiederum rund 600 Millionen Euro zur Finanzierung von Maßnahmen zur Minderung der staatlich bedingten Kostenmehrbelastung des deutschen Güterkraftverkehrsgewerbes im Verhältnis zu seinen ausländischen Wettbewerbern (sog. „Harmonisierungsmaßnahmen“). Dieser Betrag war in früheren Jahren wegen niedrigerer Mautsätze geringer. Seine Größenordnung von 600 Millionen Euro hat er seit dem Jahr 2010.
Die Gelder im Rahmen dieser Harmonisierungsmaßnahmen fließen zurück an die Logistikbranche. Mit ihnen wird u. a. die Kfz-Steuer auf das in der EU zulässige Mindestniveau abgesenkt, die Aus- und Weiterbildung in der Branche unterstützt und Beihilfen zur Förderung von Sicherheit und Umwelt gewährt (De-Minimis-Programm).
Das verbleibende Maut-Aufkommen floss bis einschließlich 2010 in die Infrastruktur von Straße, Schiene und Binnenwasserstraße. Der Bundestag entschied mit der Verabschiedung seines Haushaltes 2011 am 26. November 2010, dass beginnend mit dem Haushaltsjahr 2011, dieses verbleibende Aufkommen ausschließlich zur Finanzierung der Bundesfernstraßen zu verwenden ist (Schaffung eines Finanzierungskreislaufs Straße). Er hat dies außerdem im Gesetz zur Änderung mautrechtlicher Vorschriften, das am 15. April 2011 beschlossen wurde, gesetzlich festgelegt. Faktisch hat dies jedoch keinerlei Auswirkungen auf die Finanzierung der drei Verkehrsträger, weil die Bundesregierung gleichzeitig die bis dahin für die Straße vorgesehenen Steuervolumina genau um den Betrag der nun zusätzlich für die Straße vorgesehenen Mautmittel abgesenkt hat und die so „freigewordenen“ Steuermittel nun für die anderen Verkehrsträger einsetzen kann. Damit zeigte sich aber auch, dass die Lkw-Maut nicht zu einer Erhöhung der Investitionen für den Bundesfernstraßenbau, mit dem die Bundesregierung ursprünglich die Einführung der Maut begründet hat, verwendet wird. Schon im ersten Jahr der Lkw-Maut wurden die Steuermittel für die Straße durch die neuen Mautmittel lediglich ersetzt.
Die Einnahmen durch die Lkw-Maut waren 2024 konjunkturbedingt 10 % niedriger als prognostiziert, sie betrugen rund 13,0 Mrd. Euro, davon wurden 7,8 Mrd. für Bundesfernstraßen, 6,0 Mrd. für Schienenwege und 0,16 Mrd. für Bundeswasserstraßen ausgegeben.

## Mautfestsetzung
Die Festsetzung der Lkw-Maut erfolgt auf Basis eines sogenannten Wegekostengutachtens.
Die Erstellung dieses Gutachtens wird europaweit vom BMVI ausgeschrieben.

### Wegekostengutachten 2002
Das Wegekostenrechnung für das Bundesfernstraßennetz unter Berücksichtigung einer streckenbezogenen Autobahnbenutzungsgebühr wurde von Prognos und IWW erstellt.

### Wegekostengutachten 2007
Die Aktualisierung der Wegekostenrechnung für die Bundesfernstraßen in Deutschland wurde von ProgTrans und IWW erstellt.

### Wegekostengutachten 2013–2017
Das Gutachten für die Jahre 2013–2017 hatte ein Team um Hans Wilhelm Alfen erstellt. Er lehrt Betriebswirtschaftslehre im Bauwesen an der Universität Weimar und führt ein Beratungsunternehmen.
Um die Kosten der Straßeninfrastruktur zu bestimmen, werden Wiederbeschaffungswerte, kalkulatorische Abschreibungen und prozentuale Instandhaltungskosten angesetzt, die zum Substanzerhalt führen.
Ausnahme sind ausdrücklich die Grundstückskosten, die nicht zum Wiederbeschaffungswert, sondern zum fortgeschriebenen Anschaffungswert angesetzt sind. Nicht abgedeckt sind ebenfalls eventuelle Kosten durch zu spät durchgeführte Instandhaltungsmaßnahmen, die zu einer Verkürzung der Lebensdauer der Verkehrsinfrastruktur führen. Über Kosten für aus heutiger Sicht unterdimensionierte Brücken macht das Gutachten keine Angaben. Die Lebensdauer von Spannbetonbrücken wird mit 70 Jahren veranschlagt. Im Protokoll eines im Rahmen des Gutachtens organisierten Workshops zur Absicherung der Berechnungsmethoden ist zu lesen, dass „die Experten aber darauf hinweisen, dass die genutzten durchschnittlichen Lebensdauern die tatsächlichen Zustandsentwicklungen repräsentieren müssen.“ Auch eine zu erwartende Weiterentwicklung der Straßendeckschichten zur Optimierung der Standzeiten scheint nicht berücksichtigt zu sein.
Die tatsächlich aufgewendeten Mittel für den Straßenunterhalt spielen in dieser Rechnung keine Rolle. Der derzeitige Instandhaltungsstau bei den Bundesfernstraßen reduziert also nicht die Lkw-Maut.
Die Aufteilung der Kosten aller Kraftfahrzeuge auf Lkw erfolgt auf der Basis von Achslastäquivalenzziffern. Die Kosten werden damit entsprechend ihrer Zerstörungswirkung den einzelnen Fahrzeugtypen zugerechnet. (Siehe hierzu das Vierte-Potenz-Gesetz.)
Durch Änderung einer EU-Richtlinien konnten im Gutachten für die Jahre 2013–2017 erstmals Kosten für die verkehrsbedingte Luftverschmutzung eingerechnet werden.
Die Einrechnung der Kosten durch die verkehrsbedingte Lärmbelastung ist nach EU-Recht ebenfalls möglich, konnte jedoch noch nicht berücksichtigt werden, da entsprechende Lärmgutachten fehlen.

#### Kritik an der Mautfestsetzung
Das Umweltbundesamt (UBA) errechnete für die verkehrsbedingten Luftschadstoffe Kosten, die oberhalb der durch die EU-Eurovignettenrichtlinie festgelegten Grenze liegen.
So kam das Wegekostengutachten für die Jahre 2013–2017, das sich streng an diese EU-Richtlinie halten musste, auf einen Wert von 1,5 Cent für den Durchschnitt aller mautpflichtigen Lkw auf Autobahnen im Jahr 2015, das UBA berechnete für Lkw ab 3,5 t einen Wert von 7,5 Cent für das Jahr 2010.
Insgesamt kommt das Umweltbundesamt auf Umweltkosten für Lkw ab 3,5 t von 25 Cent. Es müssten nach dieser Rechnung also noch einmal 23,5 Cent auf die Lkw-Maut aufgeschlagen werden, damit alle vom Lkw-Verkehr verursachten Kosten durch die Maut abgegolten wären. Die Lkw-Maut müsste also fast verdreifacht werden.
Im Rahmen einer vom Bundestag organisierten Expertenanhörung wurde u. a. kritisiert, dass durch die relativ geringe Anzahl der Achslastmessstellen eine Feindifferenzierung zwischen den verschiedenen Lkw-Typen derzeit nicht valide möglich sei.
Die Lkw-Maut wird in Abhängigkeit von der Einstufung der Lkw in Schadstoffklassen und unabhängig vom tatsächlichen Schadstoffausstoß festgesetzt. Entsprechend kommen die niedrigeren Mautsätze für schadstoffarme Fahrzeuge auch dann zur Anwendung, wenn bei einem Fahrzeug rechtswidrig die Harnstoffeinspritzung deaktiviert wurde, um den Verbrauch und die Kosten der genormten Harnstofflösung AUS 32 einzusparen. Die Deaktivierung der Harnstoffeinspritzung wird nach Presseberichten vor allem von osteuropäischen Spediteuren vorgenommen.

### Wegekostengutachten 2018–2022
Im März 2018 wurde dieses von der Alfen Consult GmbH fertiggestellt.

## Überwachung des Autobahnverkehrs
Im Jahr 2005 wurde erstmals von Seiten des Bundesinnenministers Wolfgang Schäubles (CDU) die Forderung nach einer Nutzung der im Rahmen des Mautsystems anfallenden Daten laut. Schäuble vertrat die Auffassung, die „rumliegenden Maut-Daten“ gehörten genutzt. Im Herbst 2013 forderte der damalige Bundesinnenminister Hans-Peter Friedrich, im Rahmen der Koalitionsverhandlungen, weitergehende Befugnisse für deutsche Sicherheitsbehörden. Die Nutzung mehrerer Millionen Datensätze aus dem Mautsystem solle die Verbrechensbekämpfung unterstützen. Zu diesem Zeitpunkt wurden an Mautkontrollpunkten auf 12.800 Kilometern Bundesautobahnen und 5400 Abschnitten Fahr- und Kontrolldaten von Millionen Fahrzeugen automatisch erfasst. Diese Daten durften zu diesem Zeitpunkt ausschließlich zur Bezahlung der Lkw-Autobahngebühren verwendet werden. Diese strenge Zweckbindung wurde durch die Union kritisiert, insbesondere die Tatsache, dass eine Weitergabe an andere Ämter strikt untersagt ist. Ein dem Nachrichtenmagazin Der Spiegel vorliegendes 30-seitiges Verhandlungspapier erklärte in diesem Zusammenhang: „Damit haben Sicherheitsbehörden auch zur Aufklärung von Kapitalverbrechen oder zur Abwehr von Gefahren für Leib und Leben keinen Zugriff.“ Ziel sei nun die „Aufhebung der strengen Zweckbindung.“ Die Pläne Friedrichs stießen auf scharfe Ablehnung bei der Opposition. Peter Schaar, der Bundesbeauftragter für den Datenschutz und die Informationsfreiheit wandte sich explizit gegen eine Verwendung von Mautdaten zur Verbrechensbekämpfung. Er erklärte: „Den Umbau des Lkw-Mautsystems zu einem Überwachungssystem lehne ich ab … Bei der Einführung der Autobahnmaut vor zehn Jahren wurde hoch und heilig versprochen, dass das System nicht zur Überwachung eingesetzt wird und deswegen die gesammelten Daten ausschließlich für die Mautabrechnung verwendet werden.“ Die SPD lehnte den Vorschlag ebenfalls ab. Niedersachsens Innenminister Boris Pistorius erklärte, dass die Mautsysteme nur zu Abrechnungszwecken eingeführt wurden. „Eine Ausweitung der Befugnisse für die Sicherheitsbehörden wäre vollkommen unverhältnismäßig.“ Friedrich rückte von seinen Forderungen schließlich ab. Dennoch forderte Baden-Württembergs Innenminister Thomas Strobl (CDU) 2017 erneut die Nutzung der Daten.

## Kein Interesse an der deutschen Mautlösung in anderen Ländern
Man hoffte das fertige System in andere Länder verkaufen zu können, es wurde vom damaligen BDI-Präsident Jürgen Thumann sogar als „Exportschlager“ bezeichnet, und die Presse stimmte in die Euphorie ein. Das System konnte aber kein einziges Mal exportiert werden.
Zum Beispiel plante Tschechien 2005 eine Maut, bei der Toll Collect an der Ausschreibung teilnahm. Den Zuschlag erhielt jedoch die Kapsch Gruppe mit dem österreichischen System. Im Jahr davor überlegte Schweden eine Maut einzuführen und hatte Interesse an der deutschen Lösung geäußert, dazu kam es allerdings nicht. Auch das Interesse anderer Länder, wie der USA, Ungarn, Slowakei zerschlug sich nach und nach.
Auf deutsches Bestreben hin gab es um die Jahrtausendwende die Forderung nach einer gesamteuropäischen Satellitenmaut, für die Toll Collect gegenüber anderen Wettbewerbern einen erheblichen Vorsprung gehabt hätte. Nach den enormen Schwierigkeiten bei Toll Collect wurde das Vorhaben jedoch auf Eis gelegt. Darüber hinaus gibt es inzwischen auch in anderen Ländern GNSS-gestützte Mautabrechnungen, z. B. in der Slowakei, Ungarn, Belgien, Russland, und Bulgarien.

## Vergleich mit anderen Staaten
Eine Lkw-Maut gibt es in mehreren europäischen Staaten. Vor Inbetriebnahme des deutschen Mautsystems wird in der Schweiz seit Anfang 2001 für Lkw die leistungsabhängige Schwerverkehrsabgabe (LSVA) fällig, und in Österreich wurde am 1. Januar 2004 eine österreichische Lkw-Maut eingeführt.
Inzwischen gibt es GNSS-basierte Mautsysteme:
- in der Slowakei seit 2010
- in Ungarn seit 2013
- in Russland seit 2015
- in Belgien seit 2016
- in Tschechien seit 2019
- in Bulgarien seit 2020.[90][91]

Bis auf das System in Belgien sind diese anderen Systeme deutlich günstiger als das deutsche System; so kostete z. B. das Mautsystem in Ungarn, für alle Autobahnen und Bundesstraßen (insgesamt 6 500 km), lediglich 100 Mio. USD.